# Remo nos Jogos Olímpicos de Verão de 2024 - Dois sem feminino
A competição do dois sem feminino do remo nos Jogos Olímpicos de Verão de 2024 ocorreu entre 28 de julho e 2 de agosto de 2024 no Estádio Náutico de Vaires-sur-Marne, na Ilha de França. Um total de 26 remadoras de 13 Comitês Olímpicos Nacionais (CON) participaram do evento.

## Qualificação
Cada CON poderia classificar um único barco (duas remadoras) no dois sem feminino. Um total de 13 vagas estavam disponíveis.
- 11 pelo Campeonato Mundial de Remo de 2023;
- 2 pela regata final de qualificação olímpica.

## Formato
No "dois sem" cada barco é impulsionado por duas remadoras. Por serem barcos de pontas, cada remadora tem remos em apenas um lado; isso contrasta com os barcos parelhos em que cada remadora usa dois remos, um de cada lado do barco. A competição consiste em rodadas e usa o formato de três fases. As finais são realizadas para determinar a colocação de cada barco (na final A são definidos as medalhistas). O percurso usa a distância de 2000 metros que se tornou o padrão olímpico para as mulheres em 1992.

## Calendário
Horário local (UTC+2)
| Dia         | Horário | Fase          |
| ----------- | ------- | ------------- |
| 28 de julho | 10:30   | Eliminatórias |
| 29 de julho | 10:30   | Repescagem    |
| 31 de julho | 10:54   | Semifinais    |
| 2 de agosto | 10:54   | Final B       |
| 2 de agosto | 11:42   | Final A       |

## Medalhistas
| Ouro   | NED Ymkje Clevering e Veronique Meester   |
| Prata  | ROU Ioana Vrînceanu e Roxana Anghel       |
| Bronze | AUS Jessica Morrison e Annabelle McIntyre |

## Resultados

### Eliminatórias

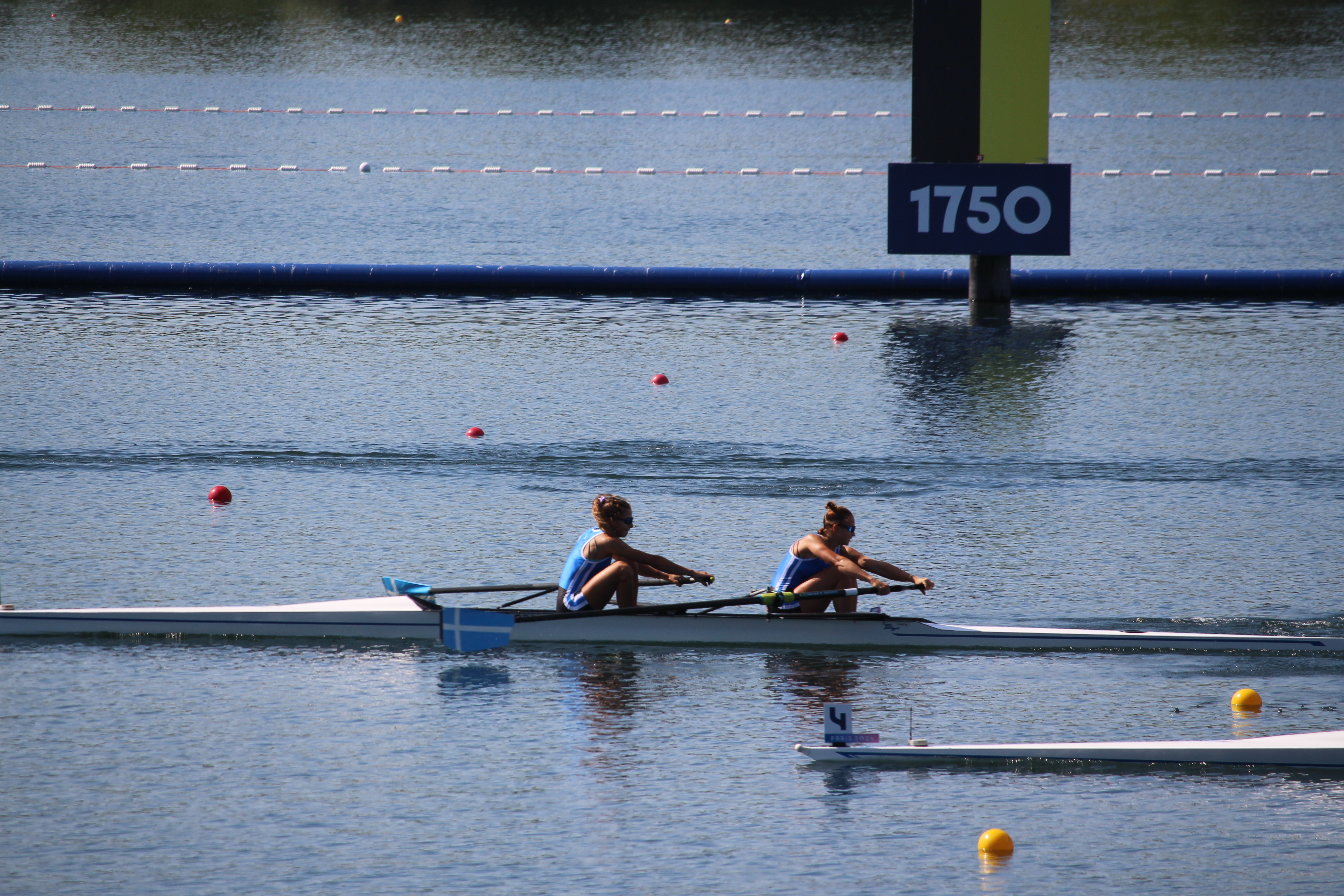
Evangelia Anastasiadou e Christina Bourmpou durante a terceira bateria das eliminatórias

As três primeiras de cada bateria se classificam para as semifinais, enquanto as restantes disputam a repescagem.
Eliminatória 1
| Pos. | Raia | Remadoras                           | CON                | Tempo   | Notas |
| ---- | ---- | ----------------------------------- | ------------------ | ------- | ----- |
| 1    | 3    | Ymkje Clevering Veronique Meester   | NED Países Baixos  | 7:17.81 | Q     |
| 2    | 4    | Kamilė Kralikaitė Ieva Adomavičiūtė | LTU Lituânia       | 7:22.53 | Q     |
| 3    | 5    | Azja Czajkowski Jessica Thoennes    | USA Estados Unidos | 7:25.52 | Q     |
| 4    | 1    | Hedvig Rasmussen Fie Udby Erichsen  | DEN Dinamarca      | 7:30.91 | R     |
| 5    | 2    | Kate Haines Alana Sherman           | NZL Nova Zelândia  | 7:43.56 | R     |

Eliminatória 2
| Pos. | Raia | Remadoras                           | CON              | Tempo   | Notas |
| ---- | ---- | ----------------------------------- | ---------------- | ------- | ----- |
| 1    | 2    | Ioana Vrînceanu Roxana Anghel       | ROU Romênia      | 7:24.27 | Q     |
| 2    | 4    | Aifric Keogh Fiona Murtagh          | IRL Irlanda      | 7:28.22 | Q     |
| 3    | 1    | Radka Novotníková Pavlína Flamíková | CZE Chéquia      | 7:28.23 | Q     |
| 4    | 3    | Rebecca Edwards Chloe Brew          | GBR Grã-Bretanha | 7:29.70 | R     |

Eliminatória 3
| Pos. | Raia | Remadoras                                 | CON           | Tempo   | Notas |
| ---- | ---- | ----------------------------------------- | ------------- | ------- | ----- |
| 1    | 1    | Jessica Morrison Annabelle McIntyre       | AUS Austrália | 7:16.58 | Q     |
| 2    | 3    | Evangelia Anastasiadou Christina Bourmpou | GRE Grécia    | 7:20.49 | Q     |
| 3    | 4    | Melita Abraham Antonia Abraham            | CHI Chile     | 7:23.01 | Q     |
| 4    | 2    | Esther Briz Aina Cid                      | ESP Espanha   | 7:24.09 | R     |

### Repescagem
As três primeiras se classificam para as semifinais; as quarto colocadas foram eliminadas.
| Pos. | Raia | Remadoras                          | CON               | Tempo   | Notas |
| ---- | ---- | ---------------------------------- | ----------------- | ------- | ----- |
| 1    | 2    | Hedvig Rasmussen Fie Udby Erichsen | DEN Dinamarca     | 7:34.57 | Q     |
| 2    | 3    | Esther Briz Aina Cid               | ESP Espanha       | 7:36.98 | Q     |
| 3    | 4    | Rebecca Edwards Chloe Brew         | GBR Grã-Bretanha  | 7:37.11 | Q     |
| 4    | 1    | Kate Haines Alana Sherman          | NZL Nova Zelândia | 7:46.18 |       |

### Semifinais
As três primeiras de cada bateria qualificam-se para a Final A, enquanto as restantes vão para a Final B (fora da chance por medalhas).
Semifinal A/B 1
| Pos. | Raia | Remadoras                                 | CON               | Tempo   | Notas |
| ---- | ---- | ----------------------------------------- | ----------------- | ------- | ----- |
| 1    | 4    | Ymkje Clevering Veronique Meester         | NED Países Baixos | 7:10.16 | FA    |
| 2    | 3    | Ioana Vrînceanu Roxana Anghel             | ROU Romênia       | 7:14.53 | FA    |
| 3    | 5    | Evangelia Anastasiadou Christina Bourmpou | GRE Grécia        | 7:18.28 | FA    |
| 4    | 6    | Hedvig Rasmussen Fie Udby Erichsen        | DEN Dinamarca     | 7:19.11 | FB    |
| 5    | 1    | Rebecca Edwards Chloe Brew                | GBR Grã-Bretanha  | 7:28.76 | FB    |
| 6    | 2    | Radka Novotníková Pavlína Flamíková       | CZE Chéquia       | 7:33.68 | FB    |

Semifinal A/B 2
| Pos. | Raia | Remadoras                           | CON                | Tempo   | Notas |
| ---- | ---- | ----------------------------------- | ------------------ | ------- | ----- |
| 1    | 4    | Jessica Morrison Annabelle McIntyre | AUS Austrália      | 7:14.14 | FA    |
| 2    | 6    | Azja Czajkowski Jessica Thoennes    | USA Estados Unidos | 7:15.59 | FA    |
| 3    | 3    | Kamilė Kralikaitė Ieva Adomavičiūtė | LTU Lituânia       | 7:19.27 | FA    |
| 4    | 2    | Melita Abraham Antonia Abraham      | CHI Chile          | 7:26.82 | FB    |
| 5    | 1    | Esther Briz Aina Cid                | ESP Espanha        | 7:30.36 | FB    |
| 6    | 5    | Aifric Keogh Fiona Murtagh          | IRL Irlanda        | 7:32.97 | FB    |

### Finais
As regatas finais definem as posições de todos as remadores. Na Final A são decididos as medalhistas.
Final B
| Pos. | Raia | Remadoras                           | CON              | Tempo   |
| ---- | ---- | ----------------------------------- | ---------------- | ------- |
| 7    | 5    | Esther Briz Aina Cid                | ESP Espanha      | 7:07.08 |
| 8    | 1    | Aifric Keogh Fiona Murtagh          | IRL Irlanda      | 7:08.88 |
| 9    | 4    | Melita Abraham Antonia Abraham      | CHI Chile        | 7:10.45 |
| 10   | 6    | Radka Novotníková Pavlína Flamíková | CZE Chéquia      | 7:10.46 |
| 11   | 3    | Hedvig Rasmussen Fie Udby Erichsen  | DEN Dinamarca    | 7:12.01 |
| 12   | 2    | Rebecca Edwards Chloe Brew          | GBR Grã-Bretanha | 7:16.02 |

Final A
| Pos.              | Raia | Remadoras                                 | CON                | Tempo   |
| ----------------- | ---- | ----------------------------------------- | ------------------ | ------- |
| Medalha de ouro   | 3    | Ymkje Clevering Veronique Meester         | NED Países Baixos  | 6:58.67 |
| Medalha de prata  | 5    | Ioana Vrînceanu Roxana Anghel             | ROU Romênia        | 7:02.97 |
| Medalha de bronze | 4    | Jessica Morrison Annabelle McIntyre       | AUS Austrália      | 7:03.54 |
| 4                 | 2    | Azja Czajkowski Jessica Thoennes          | USA Estados Unidos | 7:05.31 |
| 5                 | 1    | Kamilė Kralikaitė Ieva Adomavičiūtė       | LTU Lituânia       | 7:05.34 |
| 6                 | 6    | Evangelia Anastasiadou Christina Bourmpou | GRE Grécia         | 7:13.30 |